# II Comandante Superior de Artillería Antiaérea del Distrito Aéreo
El II Comandante Superior de Artillería Antiaérea del Distrito Aéreo (Höherer Kommandeur der Flakartillerie im Luftkreis II) fue un mando militar de la Luftwaffe de la Alemania nazi.

## Historia
Formado el 1 de octubre de 1935 en Berlín. El 12 de octubre de 1937 es redesignado al 2° Comandante Superior Antiaéreo. Disuelto el 1 de julio de 1938.

## Comandantes
- Mayor general Hubert Weise – (1 de octubre de 1935 – 1 de julio de 1938)

### Jefes de Operaciones (Ia)
- Mayor von Hippel – (1936)

## Orden de atalla
Unidades al 1 de octubre de 1935
- I./2° Regimiento Antiaéreo en Stettin
- I./12° Regimiento Antiaéreo en Berlín-Lankwitz
- I./22° Regimiento Antiaéreo en Döberitz
- II./22° Regimiento Antiaéreo en Brandeburgo

Unidades al 1 de octubre de 1936
- I./2° Regimiento Antiaéreo en Stettin
- I./12° Regimiento Antiaéreo en Berlín-Lankwitz
- II./12° Regimiento Antiaéreo en Berlín-Heiligensee
- I./22° Regimiento Antiaéreo en Döberitz
- II./22° Regimiento Antiaéreo en Brandeburgo
- Regimiento General Göring en Berlín-Reinickendorf

Unidades al 1 de octubre de 1937
- 12° Regimiento Antiaéreo en Berlín-Lankwitz
- I./12° Regimiento Antiaéreo en Berlín-Lankwitz
- II./12° Regimiento Antiaéreo en Berlín
- I./22° Regimiento Antiaéreo en Döberitz
- II./22° Regimiento Antiaéreo en Brandeburgo
- I./32° Regimiento Antiaéreo en Berlín-Heiligensee
- Regimiento Antiaéreo General Göring en Berlín-Reinickendorf
- I./Regimiento Antiaéreo General Göring en Berlín-Reinickendorf
- II./Regimiento Antiaéreo General Göring en Berlín-Reinickendorf
- III./Regimiento Antiaéreo General Göring en Berlín-Reinickendorf
- IV./Regimiento Antiaéreo General Göring en Berlín-Reinickendorf
- Regimiento Antiaéreo General Göring en Stettin
- I./Regimiento Antiaéreo de Instrucción en Stettin
- II./Regimiento Antiaéreo de Instrucción en Tutov
- III./Regimiento Antiaéreo de Instrucción en Stettin

Subordinado al II Comando del Distrito Aéreo (octubre de 1935 – febrero de 1938) y 1° Comando del Grupo de la Fuerza Aérea (febrero de 1938 – junio de 1938).